# Брюи (Эна)
Брюи́ (фр. Bruys) — коммуна во Франции, находится в регионе Пикардия. Департамент коммуны — Эна. Входит в состав кантона Фер-ан-Тарденуа. Округ коммуны — Суасон.
Код INSEE коммуны — 02129.

## Население
Население коммуны на 2010 год составляло 19 человек.
| 1962 | 1968 | 1975 | 1982 | 1990 | 1999 | 2010 |
| ---- | ---- | ---- | ---- | ---- | ---- | ---- |
| 62   | 46   | 37   | 31   | 26   | 19   | 19   |

## Экономика
В 2010 году среди 15 человек трудоспособного возраста (15—64 лет) 14 были экономически активными, 1 — неактивным (показатель активности — 93,3 %, в 1999 году было 100,0 %). Из 14 активных жителей работали 12 человек (7 мужчин и 5 женщин), безработных было 2 (2 мужчин и 0 женщин). Среди 1 неактивного 0 человек были учениками или студентами, 1 — пенсионером, 0 были неактивными по другим причинам.